# Rubén de la Red
Rubén de la Red Gutiérrez (Madrid, 5 giugno 1985) è un allenatore di calcio ed ex calciatore spagnolo, di ruolo centrocampista.
Con la nazionale spagnola si è laureato campione d'Europa nel 2008.

## Carriera

### Club
Ha fatto il suo debutto in prima squadra il 10 novembre 2004 contro il Tenerife in Coppa del re mentre ha debuttato in Primera División il 22 settembre 2005 contro l'Athletic Club. Non trovando spazio nella capitale, è stato mandato in prestito per un anno al Getafe, con il quale ha collezionato 26 presenze nella stagione 2007-2008.
Con il Getafe ha disputato la finale di Coppa del Re persa contro il Valencia e i quarti di Coppa UEFA contro il Bayern Monaco.
A fine campionato ha fatto ritorno nella capitale spagnola al Real Madrid.
Il 31 ottobre 2008, durante una partita di Coppa del Re si è improvvisamente accasciato al suolo, perdendo i sensi. Ha poi ripreso conoscenza negli spogliatoi; per precauzione ha trascorso la notte in ospedale. Il 18 novembre il presidente del Madrid Ramón Calderón ha dichiarato che il calciatore soffre di disturbi cardiaci. Per precauzione de la Red ha poi saltato il resto della stagione 2008-2009.
Il 30 giugno 2009 ulteriori esami hanno stabilito che il giocatore deve restare lontano dalle attività agonistiche almeno per un altro anno.
Il 14 gennaio 2010, invece, altri accertamenti hanno stabilito l'impossibilità per il giocatore di ritornare al calcio giocato. Cinque mesi dopo, il 4 novembre, Rubén de la Red annuncia ufficialmente la sua intenzione di ritirarsi.
Continua comunque a lavorare per il Real Madrid, in veste di collaboratore del corpo tecnico della squadra merengue e anche vice allenatore della sezione juvenil A. Dal 1º luglio 2012 è allenatore della cadete A.
Dall'estate 2015 diviene l'allenatore del Getafe B, la seconda squadra della società madrilena.

### Nazionale
Dopo essere stato titolare della Nazionale Spagnola Under-21 è stato convocato dal commissario tecnico Luìs Aragonés per disputare il campionato d'Europa 2008, in cui segna il suo primo gol in nazionale nella terza ed ultima partita del girone eliminatorio della competizione, vinta per 2-1 contro la Grecia, siglando il gol del momentaneo 1-1. A fine torneo si laurea campione d'Europa dopo la vittoria 1 a 0 in finale contro la Germania.

## Statistiche

### Presenze e reti nei club
| Stagione           | Squadra            | Campionato         | Campionato | Campionato | Coppe nazionali | Coppe nazionali | Coppe nazionali | Coppe continentali | Coppe continentali | Coppe continentali | Altre coppe | Altre coppe | Altre coppe | Totale | Totale |
| Stagione           | Squadra            | Comp               | Pres       | Reti       | Comp            | Pres            | Reti            | Comp               | Pres               | Reti               | Comp        | Pres        | Reti        | Pres   | Reti   |
| ------------------ | ------------------ | ------------------ | ---------- | ---------- | --------------- | --------------- | --------------- | ------------------ | ------------------ | ------------------ | ----------- | ----------- | ----------- | ------ | ------ |
| 2004-2005          | Real Madrid        | PD                 | 0          | 0          | CR              | 1               | 0               | UCL                | 0                  | 0                  | -           | -           | -           | 1      | 0      |
| 2005-2006          | Real Madrid        | PD                 | 3          | 0          | CR              | 0               | 0               | UCL                | 2                  | 0                  | -           | -           | -           | 5      | 0      |
| 2006-2007          | Real Madrid        | PD                 | 7          | 0          | CR              | 2               | 1               | UCL                | 1                  | 0                  | -           | -           | -           | 10     | 1      |
| 2007-2008          | Getafe             | PD                 | 31         | 2          | CR              | 7               | 3               | CU                 | 11                 | 1                  | -           | -           | -           | 49     | 6      |
| 2008-2009          | Real Madrid        | PD                 | 7          | 1          | CR              | 1               | 0               | UCL                | 1                  | 0                  | SS          | 2           | 1           | 11     | 2      |
| 2009-2010          | Real Madrid        | PD                 | 0          | 0          | CR              | 0               | 0               | UCL                | 0                  | 0                  | -           | -           | -           | 0      | 0      |
| Totale Real Madrid | Totale Real Madrid | Totale Real Madrid | 17         | 1          |                 | 4               | 1               |                    | 4                  | 0                  |             | 2           | 1           | 27     | 2      |
| Totale carriera    | Totale carriera    | Totale carriera    | 48         | 3          |                 | 11              | 4               |                    | 15                 | 1                  |             | 2           | 1           | 76     | 9      |

### Cronologia presenze e reti in nazionale
| Cronologia completa delle presenze e delle reti in nazionale ― Spagna | Cronologia completa delle presenze e delle reti in nazionale ― Spagna | Cronologia completa delle presenze e delle reti in nazionale ― Spagna | Cronologia completa delle presenze e delle reti in nazionale ― Spagna | Cronologia completa delle presenze e delle reti in nazionale ― Spagna | Cronologia completa delle presenze e delle reti in nazionale ― Spagna | Cronologia completa delle presenze e delle reti in nazionale ― Spagna | Cronologia completa delle presenze e delle reti in nazionale ― Spagna |
| Data                                                                  | Città                                                                 | In casa                                                               | Risultato                                                             | Ospiti                                                                | Competizione                                                          | Reti                                                                  | Note                                                                  |
| --------------------------------------------------------------------- | --------------------------------------------------------------------- | --------------------------------------------------------------------- | --------------------------------------------------------------------- | --------------------------------------------------------------------- | --------------------------------------------------------------------- | --------------------------------------------------------------------- | --------------------------------------------------------------------- |
| 31-5-2008                                                             | Huelva                                                                | Spagna                                                                | 2 – 1                                                                 | Perù                                                                  | Amichevole                                                            | -                                                                     | 66’                                                                   |
| 4-6-2008                                                              | Santander                                                             | Spagna                                                                | 1 – 0                                                                 | Stati Uniti                                                           | Amichevole                                                            | -                                                                     | 46’                                                                   |
| 18-6-2008                                                             | Salisburgo                                                            | Grecia                                                                | 1 – 2                                                                 | Spagna                                                                | Euro 2008 - 1º turno                                                  | 1                                                                     |                                                                       |
| Totale                                                                |                                                                       | Presenze                                                              | 3                                                                     |                                                                       | Reti                                                                  | 1                                                                     |                                                                       |

## Palmarès

### Club
- Campionato spagnolo: 1

Real Madrid: 2006-2007
- Supercoppa di Spagna: 1

Real Madrid: 2008

### Nazionale
- Campionato d'Europa: 1

Austria-Svizzera 2008
- Campionato d'Europa Under-19: 1

2004